# Türksat 4B
Türksat 4B est un satellite de télécommunications turc. 